# Gal Cohen Groumi
Gal Cohen Groumi (hebreiska: גל כהן גרומי), född 22 april 2002 i Hod HaSharon, är en israelisk simmare.

## Karriär
Vid EM 2024 i Belgrad var Groumi en del av Israels lag som tog guld på 4×100 meter mixed medley.